# 安戈拉姆縣
4°02′48″S 144°04′12″E / 4.0468°S 144.070°E
安戈拉姆縣（英語：Angoram District），是巴布亞新畿內亞東塞皮克省的縣份之一，位於新畿內亞島東部，首府設於安戈拉姆，面積17,546平方公里，2011年人口98,135，人口密度每平方公里5.6人。